# El Masroig (Castellar de la Ribera)
El Masroig és una masia situada al municipi de Castellar de la Ribera, a la comarca catalana del Solsonès.